# Martin Nance
Martin Nance (26 de maio de 1983) é um jogador profissional de futebol americano estadunidense que foi campeão da temporada de 2008 da National Football League jogando pelo Pittsburgh Steelers.